# Liste der olympischen Medaillengewinner aus Nordkorea
Die Liste der olympischen Medaillengewinner aus Nordkorea listet alle Sportler aus Nordkorea auf, die bei Olympischen Spielen eine Medaille gewinnen konnten. Nordkoreanische Sportler nahmen erstmals 1964 an Winterspielen teil, 1972 erstmals an Sommerspielen.
Das Olympische Komitee der Demokratischen Volksrepublik Korea wurde 1953 gegründet und 1957 vom Internationalen Olympischen Komitee aufgenommen.

## Medaillenbilanz
Bislang konnten Sportler aus Nordkorea 63 olympische Medaillen erringen (16 × Gold, 19 × Silber und 28 × Bronze).
| Nordkorea bei den Olympischen Sommerspielen                                        | Nordkorea bei den Olympischen Sommerspielen | Nordkorea bei den Olympischen Sommerspielen | Nordkorea bei den Olympischen Sommerspielen | Nordkorea bei den Olympischen Sommerspielen | Nordkorea bei den Olympischen Sommerspielen |      | Nordkorea bei den Olympischen Winterspielen | Nordkorea bei den Olympischen Winterspielen | Nordkorea bei den Olympischen Winterspielen | Nordkorea bei den Olympischen Winterspielen | Nordkorea bei den Olympischen Winterspielen | Nordkorea bei den Olympischen Winterspielen |
| Jahr                                                                               | Gold                                        | Silber                                      | Bronze                                      | Gesamt                                      | Rang                                        | Jahr | Gold                                        | Silber                                      | Bronze                                      | Gesamt                                      | Rang                                        |                                             |
| 1964                                                                               | –                                           | –                                           | –                                           | –                                           | –                                           |      | 1964                                        | 0                                           | 1                                           | 0                                           | 1                                           | 13                                          |
| 1968                                                                               | –                                           | –                                           | –                                           | –                                           | –                                           |      | 1968                                        | –                                           | –                                           | –                                           | –                                           | –                                           |
| 1972                                                                               | 1                                           | 1                                           | 3                                           | 5                                           | 22                                          |      | 1972                                        | 0                                           | 0                                           | 0                                           | 0                                           |                                             |
| 1976                                                                               | 1                                           | 1                                           | 0                                           | 2                                           | 21                                          |      | 1976                                        | –                                           | –                                           | –                                           | –                                           | –                                           |
| 1980                                                                               | 0                                           | 3                                           | 2                                           | 5                                           | 26                                          |      | 1980                                        | –                                           | –                                           | –                                           | –                                           | –                                           |
| 1984                                                                               | –                                           | –                                           | –                                           | –                                           | –                                           |      | 1984                                        | 0                                           | 0                                           | 0                                           | 0                                           |                                             |
| 1988                                                                               | –                                           | –                                           | –                                           | –                                           | –                                           |      | 1988                                        | 0                                           | 0                                           | 0                                           | 0                                           |                                             |
| 1992                                                                               | 4                                           | 0                                           | 5                                           | 9                                           | 16                                          |      | 1992                                        | 0                                           | 0                                           | 1                                           | 1                                           | 19                                          |
| 1996                                                                               | 2                                           | 1                                           | 2                                           | 5                                           | 33                                          |      | 1994                                        | –                                           | –                                           | –                                           | –                                           | –                                           |
| 2000                                                                               | 0                                           | 1                                           | 3                                           | 4                                           | 60                                          |      | 1998                                        | 0                                           | 0                                           | 0                                           | 0                                           |                                             |
| 2004                                                                               | 0                                           | 4                                           | 1                                           | 5                                           | 57                                          |      | 2002                                        | –                                           | –                                           | –                                           | –                                           | –                                           |
| 2008                                                                               | 2                                           | 2                                           | 2                                           | 6                                           | 33                                          |      | 2006                                        | 0                                           | 0                                           | 0                                           | 0                                           |                                             |
| 2012                                                                               | 4                                           | 0                                           | 3                                           | 7                                           | 20                                          |      | 2010                                        | 0                                           | 0                                           | 0                                           | 0                                           |                                             |
| 2016                                                                               | 2                                           | 3                                           | 2                                           | 7                                           | 34                                          |      | 2014                                        | –                                           | –                                           | –                                           | –                                           | –                                           |
| 2020                                                                               | –                                           | –                                           | –                                           | –                                           | –                                           |      | 2018                                        | 0                                           | 0                                           | 0                                           | 0                                           |                                             |
| 2024                                                                               | 0                                           | 2                                           | 4                                           | 6                                           | 68                                          |      | 2022                                        | –                                           | –                                           | –                                           | –                                           | –                                           |
| Gesamt                                                                             | 16                                          | 18                                          | 27                                          | 61                                          |                                             |      | Gesamt                                      | 0                                           | 1                                           | 1                                           | 2                                           |                                             |
| \| \| Gold \| Silber \| Bronze \| Gesamt \| \| Ges. S+W \| 16 \| 19 \| 28 \| 63 \| |                                             |                                             |                                             |                                             |                                             |      |                                             |                                             |                                             |                                             |                                             |                                             |
|                                                                                    | Gold                                        | Silber                                      | Bronze                                      | Gesamt                                      |                                             |      |                                             |                                             |                                             |                                             |                                             |                                             |
| Ges. S+W                                                                           | 16                                          | 19                                          | 28                                          | 63                                          |                                             |      |                                             |                                             |                                             |                                             |                                             |                                             |

## Medaillengewinner

### A
- An Kum-ae – Judo (1-1-0)
Peking 2008: Silber, Halbleichtgewicht Frauen
London 2012: Gold, Halbleichtgewicht Frauen

### C
- Choe Hyo-gyong – Ringen (0-0-1)
Paris 2024: Bronze, Freistil Bantamgewicht Frauen
- Choe Hyo-sim – Gewichtheben (0-1-0)
Rio de Janeiro 2016: Silber, Mittelgewicht Frauen
- Choi Chol-su - Boxen (1-0-0)
Barcelona 1992: Gold, Fliegengewicht Männer

### G
- Gu Yong-ju – Boxen (1-0-0)
Montréal 1976: Gold, Bantamgewicht Männer

### H
- Han Gyong-si – Gewichtheben (0-0-1)
Moskau 1980: Bronze, Fliegengewicht Männer
- Han Pil-hwa – Eisschnelllauf (0-1-0)
Innsbruck 1964: Silber, 3000 m Frauen
- Ho Bong-chol – Gewichtheben (0-1-0)
Moskau 1980: Silber, Fliegengewicht Männer
- Hong Un-jong – Turnen (1-0-0)
London 2012: Gold, Sprung Frauen
- Hwang He-suk – Volleyball (0-0-1)
München 1972: Bronze, Frauen
- Hwang Ok-sil – Shorttrack (0-0-1)
Albertville 1992: Bronze, 500 m Frauen

### J
- Jang Ok-rim – Volleyball (0-0-1)
München 1972: Bronze, Frauen
- Jang Se-hong – Ringen (0-1-0)
Moskau 1980: Silber, Freistil Papiergewicht Männer
- Jo Jin-mi – Wasserspringen (0-1-1)
Paris 2024: Silber, 10 m Synchronspringen Frauen
- Jon Chol-ho – Gewichtheben (0-0-1)
Atlanta 1996: Bronze, Mittelgewicht Männer
- Jong Ok-jin – Volleyball (0-0-1)
München 1972: Bronze, Frauen

### K
- Kang Ok-sun – Volleyball (0-0-1)
München 1972: Bronze, Frauen
- Kang Yong-gyun – Ringen (0-0-1)
Sydney 2000: Bronze, Griechisch-Römisch Fliegengewicht Männer
- Kim Gwong-hyong – Ringen (0-0-1)
München 1972: Bronze, Freistil Fliegengewicht Männer
- Kim Hyang-mi – Tischtennis (0-1-0)
Athen 2004: Silber, Einzel Frauen
- Kim Il-ong – Ringen (2-0-0)
Barcelona 1992: Gold, Freistil Papiergewicht Männer
Atlanta 1996: Gold, Freistil Papiergewicht Männer
- Kim Jong-su – Schießen (0-0-1)
Athen 2004: Bronze, Freie Pistole Männer
- Kim Kuk-hyang – Gewichtheben (0-1-0)
Rio de Janeiro 2016: Silber, Schwergewicht Frauen
- Kim Kum-yong – Tischtennis (0-1-0)
Paris 2024: Silber, Doppel Mixed
- Kim Mi-rae – Wasserspringen (0-1-1)
Paris 2024: Silber, 10 m Synchronspringen Frauen
Paris 2024: Silber, 10 m Turmspringen Frauen
- Kim Myong-nam – Gewichtheben (0-1-1)
Barcelona 1992: Bronze, Mittelgewicht Männer
Atlanta 1996: Silber, Leichtgewicht Männer
- Kim Myong-suk – Volleyball (0-0-1)
München 1972: Bronze, Frauen
- Kim Song-guk – Boxen (0-1-0)
Athen 2004: Silber, Federgewicht Männer
- Kim Song-guk – Schießen (0-0-1)
Rio de Janeiro 2016: Bronze, Freie Pistole Männer
- Kim Song-i – Tischtennis (0-0-1)
Rio de Janeiro 2016: Bronze, Einzel Frauen
- Kim Su-dae – Volleyball (0-0-1)
München 1972: Bronze, Frauen
- Kim U-gil – Boxen (0-1-0)
München 1972: Silber, Halbfliegengewicht Männer
- Kim Un-chol – Boxen (0-0-1)
Sydney 2000: Bronze, Halbfliegengewicht Männer
- Kim Un-guk – Gewichtheben (1-0-0)
London 2012: Gold, Federgewicht Männer
- Kim Yeun-ja – Volleyball (0-0-1)
München 1972: Bronze, Frauen
- Kim Yong-ik – Judo (0-0-1)
München 1972: Bronze, Leichtgewicht Männer
- Kim Yong-sik – Ringen (0-0-1)
Barcelona 1992: Bronze, Bantamgewicht Männer
- Kye Sun-hui – Judo (1-1-1)
Atlanta 1996: Gold, Superleichtgewicht Frauen
Sydney 2000: Bronze, Halbleichtgewicht Frauen
Athen 2004: Silber, Leichtgewicht Frauen

### L
- Li Bun-hui – Tischtennis (0-0-2)
Barcelona 1992: Bronze, Doppel Frauen
Barcelona 1992: Bronze, Einzel Frauen
- Li Byong-uk – Boxen (0-1-1)
Montréal 1976: Silber, Halbfliegengewicht Männer
Moskau 1980: Bronze, Halbfliegengewicht Männer
- Li Gwang-sik – Boxen (0-0-1)
Barcelona 1992: Gold, Bantamgewicht Männer
- Li Hak-son – Ringen (1-0-0)
Barcelona 1992: Gold, Freistil Fliegengewicht Männer
- Li Ho-pyong – Ringen (0-1-0)
Moskau 1980: Silber, Freistil Bantamgewicht Männer

### O
- O Jong-ae – Gewichtheben (0-1-0)
Peking 2008: Silber, Leichtgewicht Frauen
- Om Yun-chol – Gewichtheben (1-1-0)
London 2012: Gold, Bantamgewicht Männer
Rio de Janeiro 2016: Silber, Bantamgewicht Männer

### P
- Pae Gil-su – Turnen (1-0-0)
Barcelona 1992: Gold, Seitpferd Männer
- Paek Myong-suk – Volleyball (0-0-1)
München 1972: Bronze, Frauen
- Pak Chol-min - Judo (0-0-1)
Peking 2008: Bronze, Halbleichtgewicht Männer
- Pak Hyon-suk – Gewichtheben (1-0-0)
Peking 2008: Gold, Mittelgewicht Frauen
- Pang Chol-mi – Boxen (0-0-1)
Paris 2024: Bronze, Bantamgewicht Frauen

### R
- Ri Chun-ok – Volleyball (0-0-1)
München 1972: Bronze, Frauen
- Ri Ho-jun – Schießen (1-0-0)
München 1972: Gold, Kleinkaliber liegend Männer
- Ri Jong Sik – Tischtennis (0-1-0)
Paris 2024: Silber, Doppel Mixed
- Ri Se-gwang - Geräteturnen (1-0-0)
Rio de Janeiro 2016: Gold, Pferdsprung Männer
- Ri Se-ung – Ringen (0-0-1)
Paris 2024: Bronze, Griechisch-römisch Bantamgewicht Männer
- Ri Song-hui – Gewichtheben (0-2-0)
Sydney 2000: Silber, Leichtgewicht Frauen
Athen 2004: Silber, Leichtgewicht Frauen
- Ri Yong-sam – Ringen (0-0-1)
Atlanta 1996: Bronze, Freistil Bantamgewicht Männer
- Rim Jong-sim – Gewichtheben (2-0-0)
London 2012: Gold, Halbschwergewicht Frauen
Rio de Janeiro 2016: Gold, Schwergewicht Frauen
- Ryang Chun-hwa – Gewichtheben (0-0-1)
London 2012: Bronze, Bantamgewicht Frauen
- Ryom Chun-ja – Volleyball (0-0-1)
München 1972: Bronze, Frauen

### W
- Won Ok-im – Judo
Peking 2008: Bronze, Halbmittelgewicht Frauen

### Y
- Yang Kyong-il – Ringen (0-0-1)
London 2012: Bronze, Freistil Bantamgewicht Männer
- Yu Sun-bok – Tischtennis (0-0-1)
Barcelona 1992: Bronze, Doppel Frauen